# Planet Pop
Planet Pop – debiutancki album niemieckiego zespołu ATC wydany 6 lutego 2001 roku przez wytwórnie Republic Records i Universal Records. Zadebiutował na #56 pozycji na liście Billboard 200. Krążek był promowany przez inauguracyjny singel "Around the World (La La La La La)".

## Lista utworów
1. "Introducing ATC"
2. "Around the World (La La La La La)"
3. "My Heart Beats Like a Drum (Dum Dum Dum)"
4. "Thinking of You"
5. "Until"
6. "Mistake No. 2"
7. "Why Oh Why"
8. "Without Your Love"
9. "So Magical"
10. "Notte D'amore Con Te"
11. "Mind Machine"
12. "Let Me Come & Let Me Go"
13. "Lonely"
14. "Lonesome Suite"
15. "Love Is Blind"
16. "With You"
17. "Heartbeat Outro"
18. "My Heart Beats Like a Drum (Dum Dum Dum)" (International Radio Edit) (Bonus Track)